# Украинское (Сумская область)
Украинское (укр. Українське) — село,
Кренидовский сельский совет,
Середино-Будский район,
Сумская область,
Украина.
Код КОАТУУ — 5924482805. Население по переписи 2001 года составляло 72 человека.

## Географическое положение
Село Украинское находится на расстоянии в 0,5 км от села Василевское и примыкает к селу Любахово.
К селу примыкает большое осушенное болото урочище Кашпирово Болото с большим количеством ирригационных каналов.

## История
Оно было основано в 1924 году переселенцами из села Мефёдовки и со дня основания входило в состав Селецкой волости Трубчевского уезда Брянской губернии, а с 1925 года — Трубчевской волости Почепского уезда Брянской губернии. В состав Украины село было передано только 1 сентября 1926 года после принятия Президиумом ЦИК СССР постановления от 16 октября 1925 года «Об урегулировании границ УССР с РСФСР и БССР».
Украинское было небольшим населённым пунктом и в 1926 году насчитывало 13 дворов, в которых проживало 60 жителей, а в 1940 году — 24 двора и около 100 жителей.
В годы Великой Отечественной войны немецкие оккупанты сожгли в Украинском большую часть дворов и расстреляли 11 жителей. Однако после войны село было восстановлено. В нём была открыта начальная школа, молочнотоварная ферма на 150 голов крупного рогатого скота, конюшня и предприятие по добыче торфа, на котором сезонно трудилось около 100 рабочих и производилось до 2 тысяч тонн торфобрикетов в неделю.
В начале 90-х годов XX века торфопредприятие закрыли. С того времени село начало приходить в упадок. В 1989 году в нём проживало 113 жителей, в 2001 году — 72 жителя, а в 2008 году — 51 житель.